# Ален (Тексас)
Ален (енгл. Allen) град је у америчкој савезној држави Тексас. По попису становништва из 2010. у њему је живело 84.246 становника.

## Демографија
Према попису становништва из 2010. у граду је живело 84.246 становника, што је 40.692 (93,4%) становника више него 2000. године.
| Група             | 2000.          | 2010.          |
| Белци             | 36.239 (83,2%) | 54.690 (64,9%) |
| Афроамериканци    | 1.915 (4,4%)   | 7.071 (8,4%)   |
| Азијати           | 1.625 (3,7%)   | 10.837 (12,9%) |
| Хиспаноамериканци | 3.038 (7,0%)   | 9.443 (11,2%)  |
| Укупно            | 43.554         | 84.246         |